# New Avon Body Company
Die New Avon Body Company war ein britischer Hersteller von Automobilkarosserien, der zeitweise auch als Avon Motor Body Company bzw. Avon Motor Bodies firmierte. In der Zwischenkriegszeit wurde das Unternehmen vor allem durch Sonderkarosserien für Chassis der Standard Motor Company bekannt. Vorübergehend bestand eine Verbindung zu Richard und Alan Jensen, deren erste Karosserieentwürfe aus der Zeit vor der Gründung von Jensen Motors bei New Avon umgesetzt wurden. Nach einigen Umstrukturierungen überlebte Avon bis in die 1970er-Jahre als Reparaturwerkstatt. Der Name Avon wurde später von unabhängigen Unternehmen wiederbelebt.

## Unternehmensgeschichte

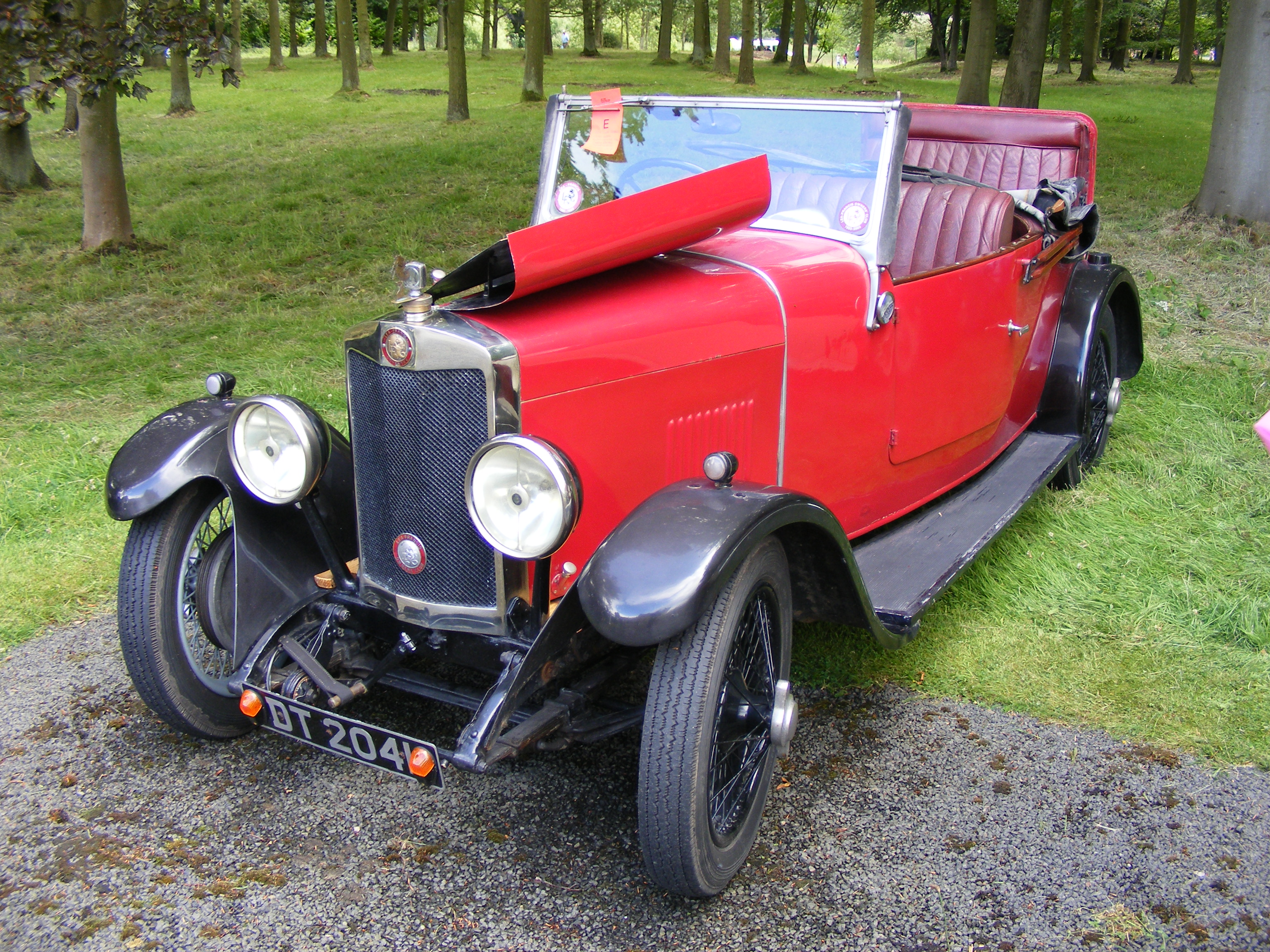
Lea-Francis 12 HP (1929)

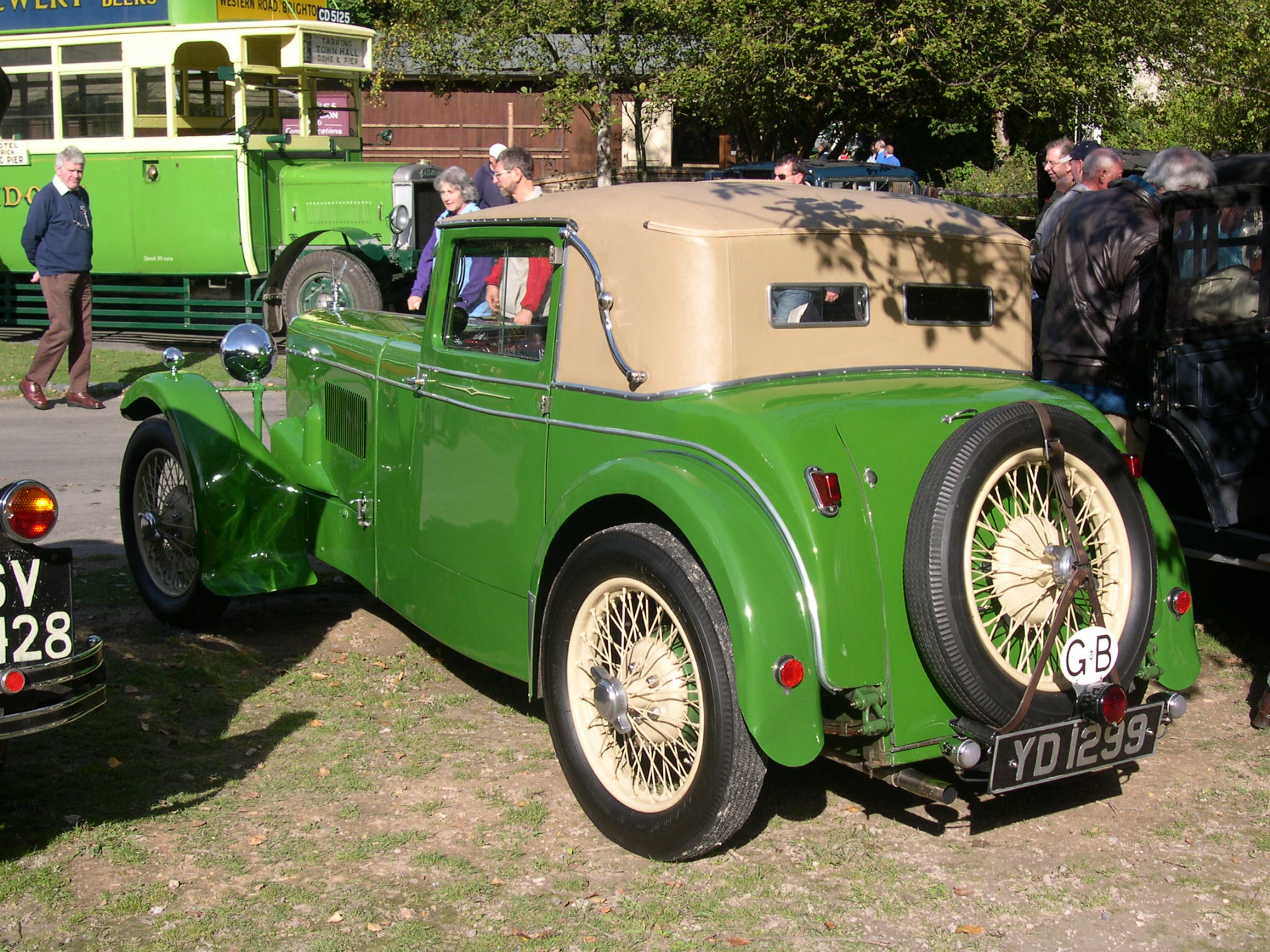
Avon Standard Swan Coupé (1930)

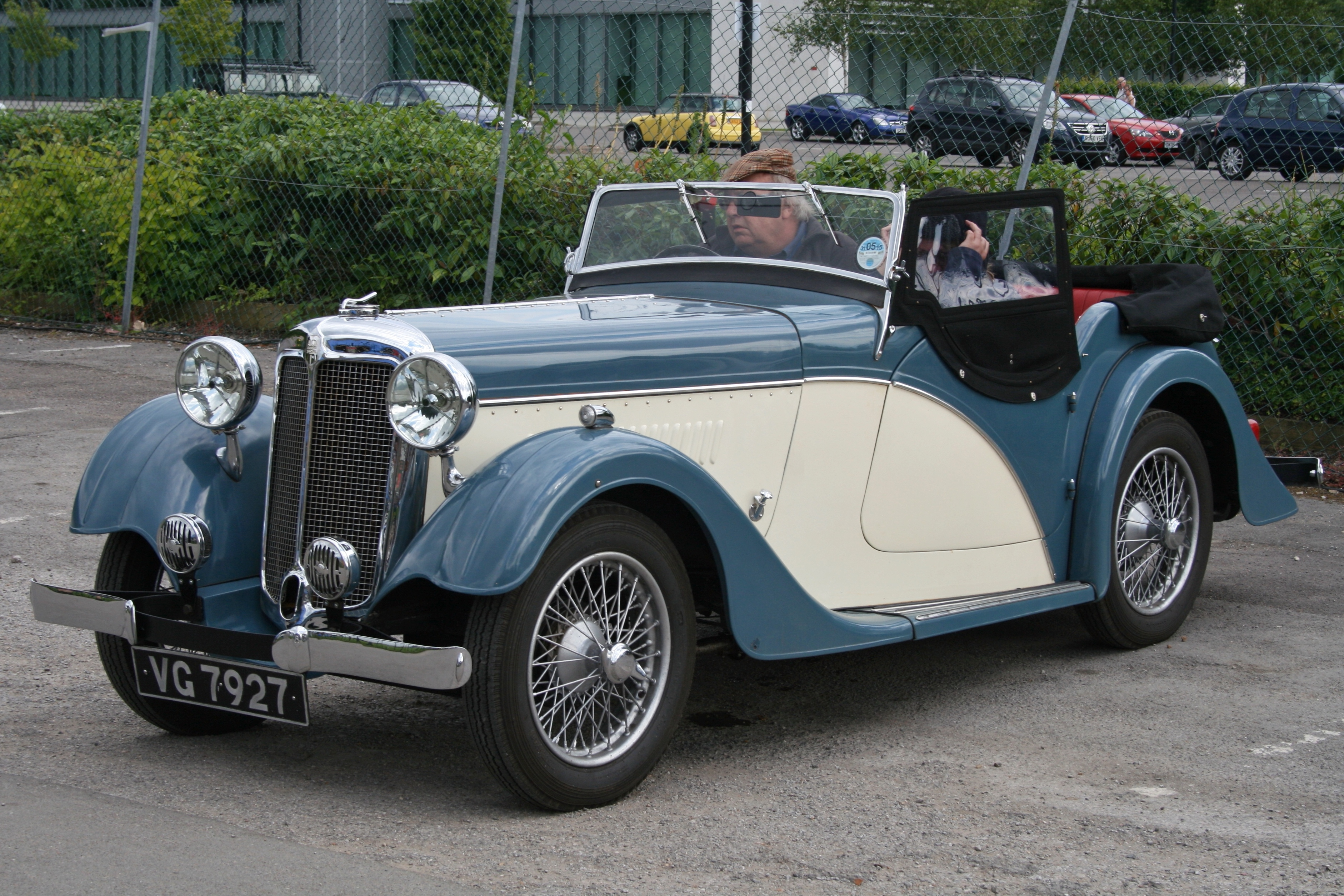
Avon Standard Tourer (1935)

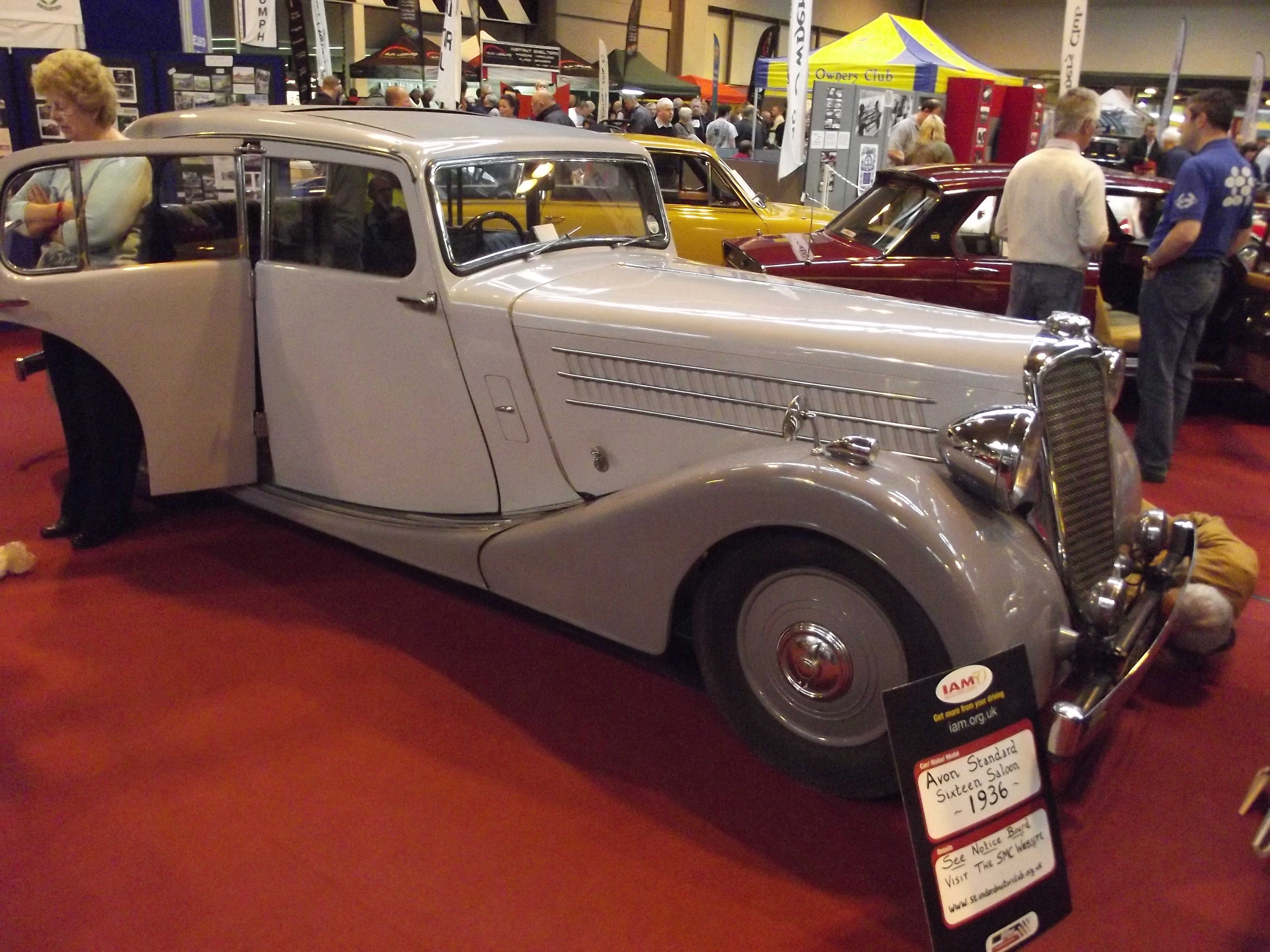
Standard 16 Pillarless Saloon (1936)

Der Betrieb wurde 1919 als Avon Motor Body Company mit Sitz in Warwick (Warwickshire) gegründet; die Gründer hießen Tilt und Philipps. Der Name des Unternehmens bezieht sich auf den Fluss Avon, an dessen Ufer die Stadt liegt. Nach einer Umstrukturierung und einem Eigentümerwechsel firmierte der Betrieb 1922 in New Avon Body Company um. Unter diesem Namen wurde das Unternehmen überregional bekannt.

### Lea-Francis
Von 1919 bis 1927 arbeitete New Avon in erster Linie für Lea-Francis, in geringerem Umfang auch für Hampton. 1927 geriet Lea-Francis in wirtschaftliche Schwierigkeiten, in deren Folge die New Avons Rechnungen nicht mehr bezahlt werden konnten. Lea-Francis überließ dem Karosseriehersteller stattdessen fertige Autos, um die Forderungen zu begleichen. Die Geschäftsbeziehungen zwischen New Avon und Lea-Francis liefen daraufhin schrittweise bis 1930 aus.

### Einfluss der Jensen-Brüder
Ende der 1920er-Jahre ergab sich eine Verbindung New Avons zu Richard und Alan Jensen, die einige Jahre später ihr eigenes Karosseriebauunternehmen Jensen Motors etablieren sollten. Die Jensen-Brüder hatten eine Sonderkarosserie für das Chassis eines Austin Seven entworfen und wenig später einen ähnlich gestalteten Aufbau für ein Standard-Nine-Fahrgestell konstruiert. Das Design fand die Zustimmung des Standard-Managements, sodass die Jensen-Brüder eine Serienproduktion planten. In Ermangelung eigener Werkstätten wandten sie sich auf Vermittlung eines Journalisten an die New Avon Body Company, die angesichts des Rückgangs der Aufträge von Lea-Francis über freie Kapazitäten verfügte. Das von Alan Jensen entworfene Auto wurde ab 1929 als Avon-Standard Swan Coupé verkauft. Zu dieser Zeit trat Alan Jensen in das Unternehmen ein und verantwortete ein oder zwei Jahre lang das Design der New-Avon-Aufbauten. Auf das Swan Coupé folgten ähnlich gestaltete Limousinen ohne Mittelpfosten (Wayfarer Pillarless Saloon) und Cabriolets, deren Entwürfe ebenfalls auf Alan Jensen zurückgingen. Vergleichbare Karosserien wurden ab 1931 auch für den Wolseley Hornet angeboten.

### New Avon und Standard
Die von New Avon realisierten Jensen-Entwürfe waren Sondermodelle, die parallel zu den bei Pressed Steel sowie Fisher and Ludlow hergestellten regulären Werksfahrzeugen angeboten wurden. Sie ließen sich gut verkaufen. Die Standard Motor Company schloss mit dem Unternehmen einen auf zehn Jahre angelegten Vertrag über die Belieferung mit Fahrgestellen ab. Er sicherte New Avons Überleben in den frühen 1930er-Jahren. Nach Entwürfen von Charles Frederick Beauvais, der 1931 die Funktion des Designchefs von Alan Jensen übernahm, entstanden in der ersten Hälfte der 1930er-Jahre attraktive Coupés, Roadster und viertürige Limousinen mit und ohne Mittelpfosten, und New Avon wurde zu einem „Pionier für Sonderkarosserien auf Mittelklasse-Fahrgestellen“. Beauvais’ Entwürfe galten als „höchst eigenständige Designs mit fließenden Linien“. Einige zeitgenössische Beobachter sahen sie als gleichwertig mit den „SS“-Aufbauten von Swallow an. Allerdings gelang es New Avon nicht, ähnlich niedrige Karosserien zu konstruieren wie Swallow, weil das Unternehmen auf reguläre Standard-Chassis angewiesen war, während Swallow spezielle, tiefergelegte Fahrgestelle erhielt. Neben den Sonderkarosserien für Standard, deren Fertigung in dieser Zeit den Tätigkeitsschwerpunkt darstellte, produzierte New Avon außerdem weiterhin in geringer Stückzahl Aufbauten für Wolseley und Lanchester. 1937 wurde New Avon, dessen Finanzsituation „immer wieder mal chaotisch“ war, zahlungsunfähig. Das Unternehmen war nicht mehr in der Lage, die Standard-Chassis zu bezahlen, woraufhin Standard die Belieferung umgehend einstellte. New Avon wurde nach einer Insolvenz aufgelöst.

### Maudslay Group
1938 übernahm die Maudslay Group, zu der auch die Standard Motor Company gehörte, das Material von New Avon. Es kam zur Gründung eines neuen Betriebs, der als Avon Motor Bodies firmierte. Das Unternehmen hatte zunächst die Aufgabe, die Karosserien, die New Avon noch vor der Insolvenz auf Vorrat produziert hatte, auf den Markt zu bringen. Die meisten von ihnen wurden so umgebaut, dass sie auf die Fahrgestelle des Triumph Dolomite passten. Mit der Insolvenz Triumphs 1939 endete diese Beziehung. Außerdem entstanden neue Aufbauten für die Lea-Francis Company, die unter neuem Management wieder in die Automobilproduktion eingetreten war. Das Design dieser Karosserien entwarf Arthur Meredith, der an die Stelle von Charles Beauvais getreten war. Kurz vor dem Ausbruch des Zweiten Weltkriegs nahm Avon die Fertigung von Nutzfahrzeugaufbauten auf. Während des Krieges wurden bei Avon vornehmlich Flugzeugkomponenten repariert. Nach Kriegsende gab es Versuche, die Herstellung von Sonderkarosserien wieder aufzunehmen, allerdings entstanden nur einzelne Cabrioletaufbauten für den Hillman Minx. In Ermangelung weiterer Aufträge verlegte Avon für die folgenden 20 Jahre den Schwerpunkt auf Karosseriereparaturen; außerdem wurden vereinzelt Serienautomobile in Bestattungsfahrzeuge gebaut.

### Ladbroke-Avon
1973 übernahm Graham Hudson das Unternehmen, der eine eigene Karosseriewerkstatt unterhielt und in der Folgezeit beide Betriebe miteinander verband. Die Existenz von Avon endete damit zunächst.
Ab 1978 erschien der Name Avon wieder im Automobilsektor, allerdings gab es keine direkten Bezüge zum traditionsreichen Karosseriehersteller. Graham Hudson gründete 1978 das Unternehmen Ladbroke-Avon, zu dem auch die ebenfalls neu gegründete Sparte Avon Special Products gehörte. Avon Special Products war auf Land-Rover- und Range-Rover-Umbauten spezialisiert und fertigte außerdem zwölf Cabriolets auf der Basis des Jaguar XJ-C. 1980 konstruierte Ladbroke-Avon eine Kombiversion des Jaguar XJ Serie III, die ab 1981 in kleiner Auflage produziert wurde. In der Absicht, einen größeren Kundenkreis zu erschließen, stellte Ladbroke-Avon 1983 eine stilistisch überarbeitete und hochwertig ausgestattete Version des Triumph Acclaim vor. Der als Avon Acclaim vermarktete Wagen hatte eine Zweifarblackierung, ein Vinyldach und einen verchromten Kühlergrill. Im Innenraum gab es Sitze, die mit Leder von Conolly bezogen waren, und Echtholzeinlagen im Armaturenbrett. Ab 1983 war ein von Ladbroke-Avon entwickelter Turbomotor lieferbar. Die Autos waren über ausgewählte Leyland-Händler erhältlich; die Umbaukosten betrugen 2990 £. Die Nachfrage blieb weit hinter den Erwartungen zurück; es wurden nur „eine Handvoll Exemplare“ verkauft. Außerdem stellte Ladbroke-Avon im Auftrag von Talbot 1983 einige Talbot Sunbeam Lotus mit verändertem Interieur und eigenständiger Lackierung her. Anstelle der geplanten 150 Fahrzeuge wurden nur 65 Autos aufgebaut.